# 박재영 (1988년)
박재영(1988년 7월 7일 ~ )은 대한민국의 전직 스타크래프트 프로게이머이다. Tempest라는 아이디를 사용하며, 종족은 프로토스이다.

## 참조
아마추어 시절에는 허영무·도재욱과 함께 WEST서버 3대 토스로 꼽혔다. 2007년 3월 12일 상반기 드래프트에서 KTF 매직엔스(현 KT 롤스터)의 3차 지명으로 입단하였다. 입단 후 2년 동안 강민의 지도를 받으면서 많은 영향을 받고 프로게이머로 성장했다.
2008 TG삼보-인텔 곰TV클래식에서는 서지훈을 이기고 본선에 진출했으며, 32강에서는 전회 우승자인 이제동을 2:1로 탈락시키는 파란을 일으켰다. 그러나 윤용태에게 1:2로 지며 16강 진출에 만족해야 했다.
2009년에는 클럽데이·로스트사가 MSL 본선 32강에서 연속으로 당시 스타리그 준우승 2회에 빛나는 정명훈을 탈락시켰다. 로스트사가 MSL에서는 처음 정명훈에게 졌으나 변형태를 이겨 최종전의 기회를 얻었고, 여기에서 다시 만난 정명훈을 이겨 16강에 진출했다. 이때의 경험 때문에 정명훈은 다음 MSL 본선에 진출하고 행한 인터뷰에서 박재영을 우승에 가장 강력한 장애물로 언급했다. 16강에서는 당시 하락세이던 이윤열을 만났으나 첫 경기를 내주면서 1:2로 8강 진출에 실패했다. 박재영은 이때 이겼다면 프로게이머 인생이 달라졌을 것이라고 추억했다.
박재영의 플레이는 마치 강민의 뒤를 이은 듯한 승부수를 던지는 경기가 많았으며, 특히 물량면에서 뛰어난 면모를 보이고 있다.
이성은, 유준희, 한동욱에게 전적이 밀리는 반면 신상문, 이제동 등 강자들을 잘 꺾는 면을 보이고 있다.
SK텔레콤의 도재욱이 자주 보여주는 대규모 물량 유닛 운용을 자주 보여주곤 한다.
그러나 결정적일 때 승리를 하지 못해 아쉬움을 보이고 있다. 하지만 간간히 1승씩을 해주었다.
김민철과 마찬가지로 정명훈을 MSL에서 두번이나 탈락시키는 등 적지 않은 활약을 하였었다.
10-11 프로리그에서는 승리 없이 7연패라는 극도의 부진에 빠졌다. 2011년 1월 8일에는 상대전적에서 우세한 정명훈을 프로토스가 테란에게 우세한 맵 아즈텍에서 상대했으나 연패를 끊어내지 못했다. 5월 23일 마찬가지로 승리가 없는 오세기와 맞붙어 승기를 잡았으나 오세기의 드롭에 본진 넥서스가 파괴당했으며 자신은 오세기가 공중으로 띄워 피신시킨 건물을 파괴할 수 없어 시즌 첫 무승부를 기록하는 해프닝을 겪었고, 재경기에서는 오세기를 속여내며 드디어 첫 승리를 거두었는데 공격력·방어력·실드 업그레이드가 전부 된 캐리어라는 진기한 세리머니를 보여줬다. 이 승리 한 달 전부터 컴퓨터에서 스타크래프트를 삭제하고 게임에만 집중하는 생활을 하고 있었다.
2011년 6월 24일 스타리그 2011 듀얼토너먼트 B조 경기에서는 2경기에서 신동원에 패한 뒤, 패자전에서 어윤수와 맞붙어 패했는데, 어윤수와의 경기에서의 패배 뒤 평점 F라는 좋지 않은 결과가 있었다. 당시 잠도 조금 자고 절제된 생활을 하며 게임에만 집중해 경기력을 끌어올렸었고 완벽한 전략도 준비했었지만, 예상 외의 초라한 결과를 받아들자 결국 은퇴를 결심했다. 10-11 프로리그가 소속팀 KT의 우승으로 끝난 후에는 군 입대와 진로 문제 때문에 은퇴를 결정해야 한다고 생각하면서도 어렸을 때부터의 꿈인 프로게이머를 쉽게 포기할 수 없어서 갈팡질팡하면서 새 시즌이 시작하기 전까지 결단하지 못하고 팀 행사에도 꾸준히 참여했다. 결국 2011년 11월 22일, 은퇴를 선언했다. 자신의 프로게이머로서의 장점이자 단점으로 재미있는 경기를 하고 싶어한다는 점을 들었고, 그 성향이 이기는 경기를 해야 하고 틀에 박힌 게임을 하는 것과 충돌하는 것을 아쉬워했다.

## 33킬 드라군
2009년 1월 3일, 클럽데이 온라인 MSL 2008 서바이벌 토너먼트 12조 1경기에 출전한 박재영은 MBC게임의 이재호와 대결을 펼쳤다.
당시 이재호는 경기초반 전진 2배럭 전략으로 박재영의 본진에 큰 피해를 줬다. 박재영은 이재호가 전진배럭이나 BBS를 활용할 수 있다고 예측했고, 무난하게 막을 수 있는 1게이트웨이-사이버네틱스 코어 빌드를 택했다. 그러나 프로브 비비기에 실패하면서 쉽게 막을 수 있는 기회를 놓치고, 파일런까지 깨지면서 고전하게 됐다. 이에 박재영은 드라군 1기로 이재호의 마린들을 한 기씩 끊어냈고, 실드 배터리를 지어 드라군의 실드를 회복시켜 악착같이 살려가며 경기를 이어나갔다. 이 드라군은 끝까지 살아남아 33킬을 올렸고, 질럿과 드라군을 각각 1기씩 증원해 기어이 이재호의 병력을 모조리 전멸시키며 승리를 거둘 수 있었다. 박재영은 2세트에서도 이재호를 이기고 서바이벌 토너먼트를 통과, 본선 진출에 성공했다.

## 경력
- 2006년 10월 엘리트 학생복 스쿨리그 2차시즌 4강
- 2006년 11월 제26회 커리지 매치 입상
- 2008년 10월 클럽데이 온라인 MSL 16강
- 2008년 11월 곰TV TG삼보-인텔 클래식 2008 시즌2 16강
- 2009년 1월 로스트사가 MSL 2009 16강
- 2009년 6월 곰TV TG삼보-인텔 클래식 2008 시즌3 8강
- 2010년 10월 박카스 스타리그 2010 36강
- 2011년 진에어 스타리그 2011 24강